# Helina johnsoni
Helina johnsoni este o specie de muște din genul Helina, familia Muscidae, descrisă de Malloch în anul 1920. Conform Catalogue of Life specia Helina johnsoni nu are subspecii cunoscute.